# محمد فنيش (أميرال)

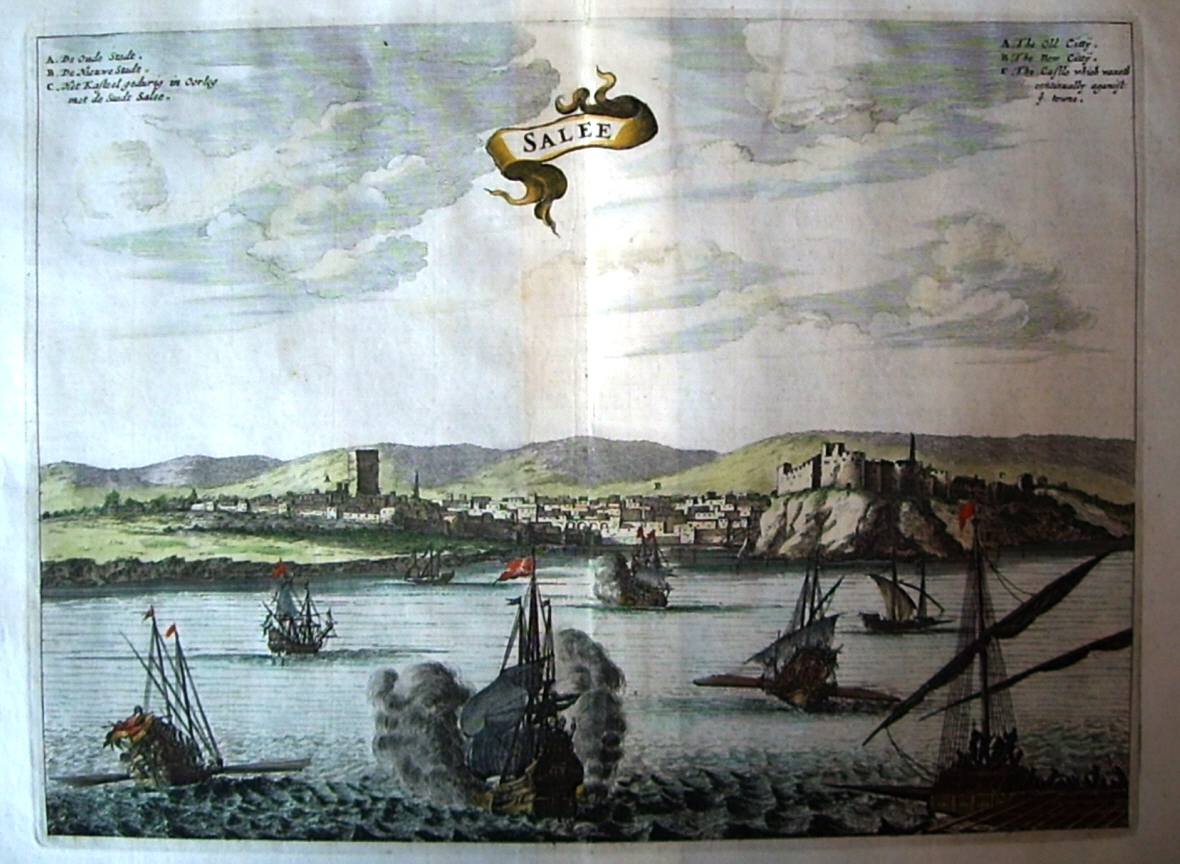
خريطة مدينة سلا ومصب أبي رقراق في عهد محمد فنيش.

محمد فنيش، رايس وأميرال كبير سلاوي أواخر القرن السابع عشر، إلى غاية 1666 أو 1667. بل هو آخر حاكم لجمهورية بورقراق قبل توحيد المغرب · .
سنة 1659، دخل محمد فنيش برفقة إبراهيم معنينو في مفاوضات مع هولاندا لصالح الزاوية الدلائية من أجل ضمان سلامة بحارها وتجارها. ابنه عبد الله فنيش رايس سلاوي عمل مع الأميرال الكبير والسفير عبد الله بن عائشة.